# Kuhn poker
El Kuhn poker es una forma simplificada de poker desarrollado por Harold W. Kuhn. Se trata de un juego de suma cero de dos jugadores. El mazo incluye sólo tres cartas de juego, por ejemplo, un Rey, Reina y As. Se reparte una carta a cada jugador, entonces el primer jugador debe apostar o pasar, a continuación, el segundo jugador puede apostar o pasar. Si un jugador decide apostar el jugador contrario debe apostar también ("call") con el fin de permanecer en la ronda. Después de que ambos jugadores pasan o apuestan el jugador con la carta más alta gana el bote de las apuestas. Kuhn demostró que hay muchas teorías de estrategias óptimas para el primer jugador en este juego, pero solo una para el segundo jugador, y que, cuando se juega de manera óptima, el primer jugador debe esperar a perder a un ritmo de -1/18 por mano.Recientemente este juego fue resuelto por Loriente y Diez (2023) utilizando las nociones superadoras de Equilibrio Bayesiano Perfecto.
En términos de poker más convencionales:
- Cada jugador apuesta una unidad.
- Cada jugador recibe una de las tres cartas, y el tercero se deja de lado sin ser visto.
- Un jugador puede comprobar o levantar 1.
  - Si el jugador uno comprueba entonces el jugador dos puede pasar o subir la apuesta en una unidad.
    - Si el jugador dos comprueba hay un enfrentamiento por el bote de 2.
      - Si el jugador dos sube la apuesta entonces el jugador se puede salir del juego o pedir que se iguale la apuesta.
      - Si el jugador se dobla entonces el jugador dos se lleva el bote de 3.

  - Si el jugador uno llama se muestran las cartas para la olla de 4.
  - Si el jugador se plantea entonces el jugador dos pueden retirarse o igualar.
    - Si el jugador dos pliegues entonces el jugador se toma el bote de 3.
    - Si el jugador dos llamadas se muestran las cartas para la olla de 4.

## Estrategia óptima
El juego tiene un equilibrio de Nash de estrategia mixta; cuando ambos jugadores juegan estrategias de equilibrio, el primer jugador debe esperar perder a una tasa de -1/18 por mano (dado que el juego es de suma cero, el segundo jugador debe esperar ganar a una tasa de +1/18). No hay equilibrio de estrategia pura. Kuhn demostró que hay infinitas estrategias de equilibrio para el primer jugador, formando un continuo gobernado por un único parámetro. En una formulación posible, el jugador uno elige libremente la probabilidad {\displaystyle \alpha \in [0,1/3]} con el que apostará cuando tenga un As. Entonces, al tener un Rey, debe apostar con la probabilidad de {\displaystyle 3\alpha }; él siempre debe verificar cuando tiene una Reina, y si el otro jugador apuesta después de este control, debe llamar con la probabilidad de {\displaystyle \alpha +1/3}.
El segundo jugador tiene una estrategia de equilibrio única: Siempre apostando o llamando al tener un Rey; al tener una reina, verificar si es posible, de lo contrario llamar con la probabilidad de 1/3; cuando tienes un Jack, nunca llamas y apostas con la probabilidad de 1/3.

Árbol completo de póker de Kuhn, incluidas las probabilidades para el equilibrio de Nash de estrategia mixta. Las líneas punteadas marcan los subárboles para las estrategias dominadas.

## Efectos
La investigación de Kuhn dio a conocer por primera vez a un público más amplio la ventaja de la posición en el póquer. Especialmente en los juegos sin límite, la influencia es crucial. Doyle Brunson declaró una vez que podría jugar cualquier partida sin ver sus cartas si tuviera una postura sobre los otros jugadores en cada mano.
Ignorar o despreciar una ventaja o desventaja posicional es uno de los errores más costosos que puede cometer un novato en el póquer. 

## Versiones generalizadas
Además de la versión básica inventada por Kuhn, ha habido otras versiones que han añadido una baraja más grande, más jugadores, rondas de apuestas, etc. д. que aumentan la dificultad del juego. 

### Kuhn Poker para 3 jugadores
La variante para tres jugadores fue introducida en 2010 por Nick Abu Risk y Dwayne Shafron. En esta versión, la baraja incluye cuatro cartas (con la adición de una baraja de diez cartas), de las cuales se reparten tres a los jugadores; por lo demás, la estructura básica es la misma: mientras no haya una apuesta pendiente, un jugador puede pasar o apostar, con una apuesta pendiente, un jugador puede pasar o descartarse de cartas. Si todos los jugadores han hecho un cheque o al menos uno de ellos ha igualado la apuesta, la partida se resuelve; de lo contrario, gana el jugador que ha hecho la apuesta. 
Se conoce analíticamente la familia de equilibrios de Nash para el póquer de Kuhn con 3 jugadores, lo que lo convierte en el mayor juego con más de dos jugadores que tiene una solución analítica. La familia se parametriza mediante 4-6 parámetros (en función del equilibrio elegido). En todos los equilibrios, el jugador 1 tiene una estrategia fija y siempre comprueba con la primera acción; la utilidad del jugador 2 es constante e igual a -1 / 48 por reparto.
No se sabe si esta familia de equilibrios cubre todos los equilibrios de Nash en el juego.